# Калиновка (Белогорский район, Крым)
Калиновка (до 1948 года Тогай-Вакуф; укр. Калинівка, крымскотат. Toğay Vaqıf) — исчезнувшее село в Белогорском районе Республики Крым, включённое в состав Павловки, сейчас юго-восточная часть села.

## История
Впервые в исторических документах название Тогай (вакуф) встречается в Статистическом справочнике Таврической губернии. Ч.II-я. Статистический очерк, выпуск пятый Феодосийский уезд, 1915 год, согласно которому в селе Тогай (вакуф) Андреевской волости Феодосийского уезда числилось 18 дворов с татарским населением в количестве 116 человек приписных жителей.
После установления в Крыму Советской власти, по постановлению Крымревкома от 8 января 1921 года была упразднена волостная система и село вошло в состав вновь созданного Карасубазарского района Симферопольского уезда, а в 1922 году уезды получили название округов. На карте Крымского Статистического Управления 1922 года обозначен только Тогай-Вакуф. 11 октября 1923 года, согласно постановлению ВЦИК, в административное деление Крымской АССР были внесены изменения, в результате которых округа ликвидировались, Карасубазарский район стал самостоятельной административной единицей и село включили в его состав. Согласно Списку населённых пунктов Крымской АССР по Всесоюзной переписи 17 декабря 1926 года, в селе Тогай-Вакуф, в составе упразднённого к 1940 году Тогайского сельсовета Карасубазарского района, числилось 11 дворов, все крестьянские, население составляло 55 человек, все татары. По данным всесоюзной переписи населения 1939 года в селе проживало 80 человек.
В 1944 году, после освобождения Крыма от фашистов, согласно Постановлению ГКО № 5859 от 11 мая 1944 года, 18 мая крымские татары были депортированы в Среднюю Азию, а 12 августа 1944 года было принято постановление № ГОКО-6372с «О переселении колхозников в районы Крыма» и в сентябре 1944 года в район приехали первые новоселы (212 семей) из Ростовской, Киевской и Тамбовской областей, а в начале 1950-х годов последовала вторая волна переселенцев из различных областей Украины. С 25 июня 1946 года Тогай-Вакуф в составе Крымской области РСФСР. Указом Президиума Верховного Совета РСФСР от 18 мая 1948 года, Тогай-Вакуф переименовали в Калиновку. 26 апреля 1954 года Крымская область была передана из состава РСФСР в состав УССР. К 1960 года, поскольку в «Справочнике административно-территориального деления Крымской области на 15 июня 1960 года» селение уже не значилось, Калиновку присоединили к Павловке (согласно справочнику «Крымская область. Административно-территориальное деление на 1 января 1968 года» — в период с 1954 по 1968 год).